# Championnat du Suriname de football 2009-2010
Navigation
Saison précédente Saison suivante
La saison 2009-2010 du Championnat du Suriname de football est la soixante-quatorzième édition de la Hoofdklasse, le championnat de première division au Suriname. Les dix formations de l'élite sont réunies au sein d'une poule unique où elles s'affrontent deux fois au cours de la saison. À l'issue du championnat, le dernier du classement sont relégués tandis que le 9e doit disputer un barrage de promotion-relégation.
C'est l'Inter Moengotapoe qui remporte la compétition cette saison après avoir terminé en tête du classement final, avec sept points d'avance sur le tenant du titre, le Walking Bout Company et dix sur le SV Leo Victor. Il s’agit du troisième titre de champion du Suriname de l'histoire du club en quatre saisons.

## Les clubs participants
- SV Voorwaarts
- SV Boskamp
- SV Leo Victor
- Inter Moengotapoe
- SV The Brothers - Promu de Eerste Klasse
- FCS Nacional
- Walking Bout Company
- SV Transvaal
- SV Jai Hanuman - Promu de Eerste Klasse
- SV Robinhood

## Compétition
Le barème de points servant à établir le classement se décompose ainsi :
- Victoire : 3 points
- Match nul : 1 point
- Défaite : 0 point

### Classement
| Rang | Équipe                | Pts | J  | G  | N | P  | Bp | Bc | Diff |
| ---- | --------------------- | --- | -- | -- | - | -- | -- | -- | ---- |
| 1    | Inter Moengotapoe     | 40  | 17 | 13 | 1 | 3  | 46 | 22 | +24  |
| 2    | Walking Bout CompanyT | 33  | 17 | 10 | 3 | 4  | 37 | 21 | +16  |
| 3    | SV Leo Victor         | 30  | 17 | 8  | 6 | 3  | 31 | 25 | +6   |
| 4    | SV Robinhood          | 25  | 17 | 7  | 4 | 6  | 29 | 26 | +3   |
| 5    | SV Voorwaarts         | 24  | 17 | 6  | 6 | 5  | 27 | 23 | +4   |
| 6    | SV Transvaal          | 22  | 17 | 6  | 4 | 7  | 23 | 27 | -4   |
| 7    | SV Boskamp            | 20  | 17 | 5  | 5 | 7  | 19 | 31 | -12  |
| 8    | SV The BrothersP      | 12  | 17 | 3  | 3 | 11 | 24 | 36 | -12  |
| 9    | SV Jai HanumanP       | 10  | 17 | 1  | 7 | 9  | 19 | 37 | -18  |
| 10   | FCS Nacional abandon  | 6   | 9  | 1  | 3 | 5  | 10 | 17 | -7   |

|  | Qualification pour la CFU Club Championship 2011 |
|  | Participation au barrage de relégation           |
|  | Abandon du championnat en cours de saison        |
|  | T : Tenant du titre P : Promu de Eerste Klasse   |

- Le FCS Nacional abandonne la compétition le 7 mai, lors de l'avant-dernière journée de la saison. Tous les résultats du club lors de la phase retour sont annulés.

### Matchs
| Résultats (▼dom., ►ext.) | BKP | IMT | JHN | SVL | FCN | SVR | TBR | SVT | SVV | WBC |
| SV Boskamp               |     | 1-3 | 3-0 | 0-0 | 3-2 | 1-1 | 0-1 | 0-1 | 0-0 | 1-3 |
| Inter Moengotapoe        | 3-0 |     | 5-2 | 5-1 | 2-1 | 3-1 | 4-2 | 2-1 | 3-1 | 2-3 |
| Jai Hanuman              | 2-3 | 0-4 |     | 1-1 | 1-1 | 0-4 | 0-0 | 0-1 | 1-1 | 4-1 |
| SV Leo Victor            | 1-1 | 4-2 | 3-1 |     | 3-2 | 3-0 | 3-1 | 1-1 | 2-1 | 0-0 |
| FCS Nacional             | 0-1 | 2-4 | 1-1 | 3-3 |     |     | 2-0 | 1-3 | 1-3 | 0-0 |
| SV Robinhood             | 1-2 | 1-1 | 1-0 | 3-2 | 5-1 |     | 3-2 | 2-1 | 5-3 | 2-3 |
| The Brothers             | 2-3 | 0-3 | 3-1 | 2-3 | 3-1 | 1-1 |     | 2-3 | 2-2 | 2-1 |
| SV Transvaal             | 1-1 | 1-2 | 3-3 | 0-3 | 2-2 | 0-2 | 2-1 |     | 2-1 | 1-0 |
| SV Voorwaarts            | 6-1 | 2-0 | 1-1 | 0-0 | 4-2 | 1-1 | 2-1 | 3-2 |     | 0-2 |
| Walking Bout Company     | 6-1 | 1-2 | 2-2 | 5-1 | 3-5 | 2-0 | 3-2 | 2-1 | 3-0 |     |

#### Barrage de promotion-relégation
| Équipe 1          | Résultat | Équipe 2       | Aller | Retour |
| ----------------- | -------- | -------------- | ----- | ------ |
| SV Excelsior (D2) | 3 - 2    | SV Jai Hanuman | 3 - 0 | 0 - 2  |

- Le SV Excelsior prend la place du SV Jai Hanuman en Hoofdklasse.

## Bilan de la saison
| Championnat du Suriname de football 2009-2010 |                              |
| Champion                                      | Inter Moengotapoe (3e titre) |
| Coupes et trophées                            |                              |
| Vainqueur de la Coupe du Suriname 2009-2010   | SV Excelsior (D2)            |
| Qualifications continentales                  |                              |
| CFU Club Championship 2011                    | Inter Moengotapoe            |
| CFU Club Championship 2011                    | Walking Bout Company         |
| Promotions et relégations                     |                              |
| Promus en Hoofdklasse                         | SV Excelsior                 |
| Promus en Hoofdklasse                         | SCSV Kamal Dewaker           |
| Relégués en Eerste Klasse                     | FCS Nacional                 |
| Relégués en Eerste Klasse                     | Sv Jai Hanuman               |